# Sivan Klein

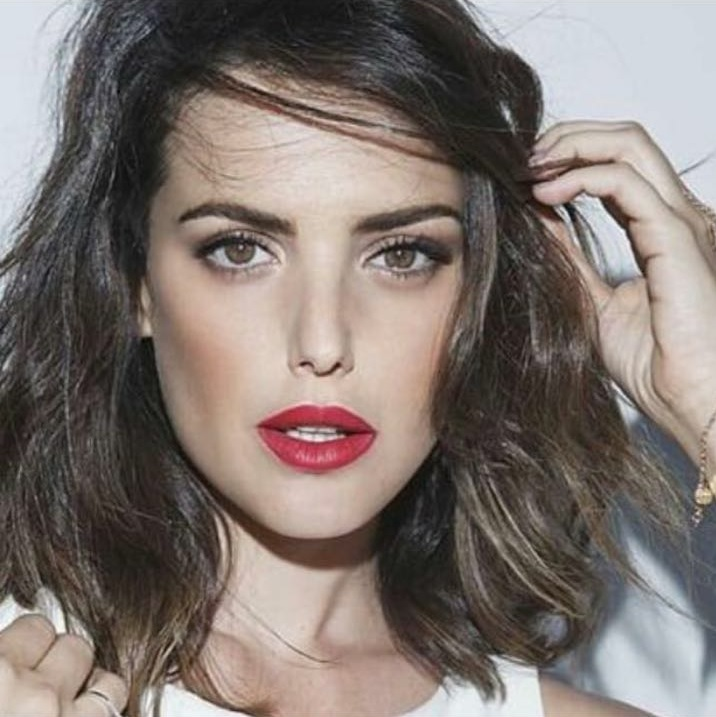
Sivan Klein (2016)

Sivan Klein (hebräisch סיון קליין; * 16. August 1984 in Jerusalem, Israel) ist ein israelisches Model.

## Leben
Klein wurde 2003 zur Miss Israel  gewählt und vertrat ihr Land im Miss-Universe-Wettbewerb desselben Jahres. Sie studierte Jura und Betriebswirtschaft in Herzlia. 2005 begann sie Schauspiel zu studieren.
2010 moderierte sie eine Sendung bei Jerusalem Radio. 2012 moderierte sie eine Zusammenfassung der israelischen Version der Castingshow The Voice. Sie arbeitete für verschiedene Modefirmen als Model.